# Henri Dutrochet
René Joachim Henri Dutrochet (ur. 14 listopada 1776 w Poitou, zm. 4 lutego 1847 w Paryżu) – francuski lekarz, botanik i fizjolog.
W 1802 roku rozpoczął studia medyczne w Paryżu, a następnie został mianowany naczelnym lekarzem w szpitalu w Burgos w Hiszpanii. Po epidemii tyfusu plamistego wrócił w 1809 do Francji, gdzie poświęcił się badaniom w naukach przyrodniczych. Zbadał i opisał osmozę, oddychanie, embriologię, a także wpływ światła na rośliny.
Wiele publikował. Najważniejsze jego dzieło to „Mémoires pour servir a l'histoire anatomique et physiologique des végétaux et des animaux”.